# Roger Zmekhol
Roger Zmekhol (Paris 02 de abril de 1928 — 16 de dezembro de 1976) foi um arquiteto francês formado pela Faculdade de Arquitetura e Urbanismo da Universidade de São Paulo entre 1948 e 1952 e vencedor do Prêmio Oswald de Andrade Filho - IAB-SP (1955).

## Obras
Responsável pelo projeto dos edifícios:
- Edifício Augusta
- Edifício Wilton Paes de Almeida (Pele de Vidro)
- Residência Roger Zmekhol
- Residência Salomão Charach
- Banco Comercial Brasileiro S.A. (projeto de decoração)[2]